# Jonas Ogandaga
Jonas Ogandaga (sinh ngày 1 tháng 8 năm 1975 ở Gabon) là một cầu thủ bóng đá người Gabon từng thi đấu cho câu lạc bộ Gabon Stade Mandji.
Anh là một tiền vệ,từng thi đấu cho các câu lạc bộ như Petrosport, Sogara, Mbilinga, Raja Casablanca, Olympique Kef, và Medenine. Anh cũng thi đấu cho đội tuyển quốc gia từ 1993 đến 2000. Anh tham dự 3 giải đấu: Cúp bóng đá châu Phi 1994, 1996 và 2000.